# Lex Nederlof
Leendert Arie (Lex) Nederlof (Oostvoorne, 10 juni 1966) is een Nederlands wielrenner die anno 2018 rijdt voor Nex CCN Cycling Team. In 1988 reed hij de Ronde van Ierland als stagiair bij Superconfex-Yoko.

## Belangrijkste overwinningen
1993
Eindklassement Flèche du Sud
2013
Melaka Chief Minister Cup

## Ploegen
- 1988 –  Superconfex-Yoko (stagiair)
- 2005 –  Fondas Imabo-Doorisol Team
- 2012 –  CCN Cycling Team
- 2013 –  CCN Cycling Team
- 2014 –  CCN Cycling Team
- 2015 –  CCN Cycling Team
- 2016 –  Black Inc Cycling Team
- 2018 –  Nex CCN Cycling Team

Wielerploegen van Lex Nederhof
Buurstede ·
De Meyer ·
den Engelsman ·
Franse ·
Israël ·
de Koning ·
Koole ·
Mandemakers · 
Mutsaars · 
Nederlof ·
Poels ·
Slabbekoorn ·
Smith ·
Vercammen ·
Verstraten ·
Walgien ·
de Winter
Awang · Azmi · Bakdo · Benson · M.I. Bin Abdullah Aziz · M.R. Bin Abdullah Aziz · Bin Ajab · Bin Kamal · Ebsen · Gitelis · Johor · Nederlof · Rodgers · Scholz · Smith · Surawadi
Abdullah Aziz · Abraham · Awang · Azmi · Bakdo · Bin Kamal · De Weerdt · Fitrianto · Gitelis · Hairolrani · Jones · Lee · Liu · Nederlof · Surawadi · Wang
Abraham · Azmi · Christie · Ebsen · Fitrianto · Gitelis · Hairolrani · Hj Johor · Lim · Mastani · Nederlof · Phounsavath · Van Uden · Wang
Fitrianto · Griffin · Khamsiveth · Low · Mustafa · Nederlof · Phitsalath · Schuurhuis · Phonasa · Thepvongsa · Vandila · Waseso
Ariehaan · Changpad · Choummaly · Fast · Fitrianto · Griffin · Nederlof · Ong · Thavorne · Vandila · Yoeun